# Jocquestus obliquus
Espèce
Jocquestus obliquus est une espèce d'araignées aranéomorphes de la famille des Trachelidae.

## Distribution
Cette espèce est endémique de Tanzanie. Elle se rencontre vers Mkomazi.

## Description
Les femelles mesurent de 2,96 à 3,60 mm et le mâle paratype 3,24 mm.

## Publication originale
- Lyle & Haddad, 2018 : Jocquestus, a new genus of trachelid sac spiders from the Afrotropical Region (Arachnida: Araneae). Zootaxa, no 4471(2), p. 309-333.